# Liste der Monuments historiques in Saint-Genis-de-Saintonge
Die Liste der Monuments historiques in Saint-Genis-de-Saintonge führt die Monuments historiques in der französischen Gemeinde Saint-Genis-de-Saintonge auf.

## Liste der Bauwerke
| Bezeichnung        | Beschreibung | Standort | Kennzeichnung | Schutzstatus           | Datum     | Bild           |
| ------------------ | --- | -------- | ------------- | ---------------------- | --------- | -------------- |
| Château de Plassac | Burg ab dem 13. Jahrhundert erwähnt, nach 1633 erweitert, ab 1769 weitgehend abgebrochen und durch ein Schloss nach Plänen von Christophe Macaire ersetzt; hauptsächlich auf der Gemarkung von Plassac | (Lage)   | PA17000063    | Inscrit Classé Inscrit | 2003 2008 | weitere Bilder |